# Miejska i Powiatowa Biblioteka Publiczna w Zawierciu
Miejska i Powiatowa Biblioteka Publiczna – biblioteka, znajdująca się w Zawierciu przy ulicy Szymańskiego, w zabytkowym Pałacyku Szymańskiego.

## Historia
Miejska Biblioteka Publiczna została powołana 27 września 1947 roku. Właściwą pracę placówka podjęła w kwietniu 1948 roku. Na początku działalności księgozbiór liczył 402 tomy, będące darami mieszkańców miasta. Początkową lokalizację – Dom Kultury „Włókniarz” – w 1950 zmieniono, przenosząc bibliotekę do lokalu przy ul. 3 Maja 5. Rok później biblioteka zajęła lokal przy ul. 3 Maja 9, natomiast w 1961 roku przeniesiono ją do Pałacyku Szymańskiego.
W 1955 roku uruchomiono pierwszą filię, a kolejne filie otwierano w latach: 1960 (Blanowice), 1961 (Bzów), 1968 (przy ul. Piłsudskiego), 1972 (w Szpitalu Miejskim), 1974 (przy ul. Mylnej), 1975 (Oddział dla dzieci), 1976 (w Marciszowie).
W 1971 roku połączono Bibliotekę Powiatową oraz Miejską, powołując placówkę pod nazwą Powiatowa i Miejska Biblioteka Publiczna. W 1975 roku dokonano zmiany nazwy na Miejską Bibliotekę Publiczną.
W 1986 roku powołano filię w Kromołowie. Rok później biblioteka otrzymała budynek przy ul. Powstańców Śląskich, który w 1989 roku został oddany do użytku, obejmując Filię nr 2, Filię nr 4 oraz Dział Gromadzenia i Opracowania Zbiorów. W 1990 roku przejęto bibliotekę Zakładów Przemysłu Bawełnianego, a dwa lata później – bibliotekę Przędzalni Bawełny „Przyjaźń”.
W 1997 roku w ramach biblioteki otwarto Miejską Izbę Muzealną.

## Filie
- Filia nr 2 dla Dzieci i Młodzieży
- Filia nr 4
- Filia nr 6 w Kromołowie
- Filia nr 7 w Blanowicach
- Filia nr 8 w Bzowie
- Oddział dla Dzieci
- Filia nr 10[2]